# Mabea biglandulosa
Mabea biglandulosa là một loài thực vật có hoa trong họ Đại kích. Loài này được Baill. ex Müll.Arg. mô tả khoa học đầu tiên năm 1866.